# 塔迈阿密
塔迈阿密（英語：Tamiami）是位於美國佛羅里達州邁阿密-戴德縣的一個人口普查指定地區。

## 地理
塔迈阿密的座標為25°45′18″N 80°24′13″W / 25.75500°N 80.40361°W，而該地最高點為海拔高度1米（即3英尺）。

## 人口
根據2010年美國人口普查的數據，塔迈阿密的面積為19.60平方千米，當中陸地面積為19.00平方千米，而水域面積為0.60平方千米。當地共有人口17150人，而人口密度為每平方千米875人。